# Rădăşeni
Rădăşeni é uma comuna romena localizada no distrito de Suceava, na região de Moldávia. A comuna possui uma área de 40.86 km² e sua população era de 4415 habitantes segundo o censo de 2007.